# Moderní upíři

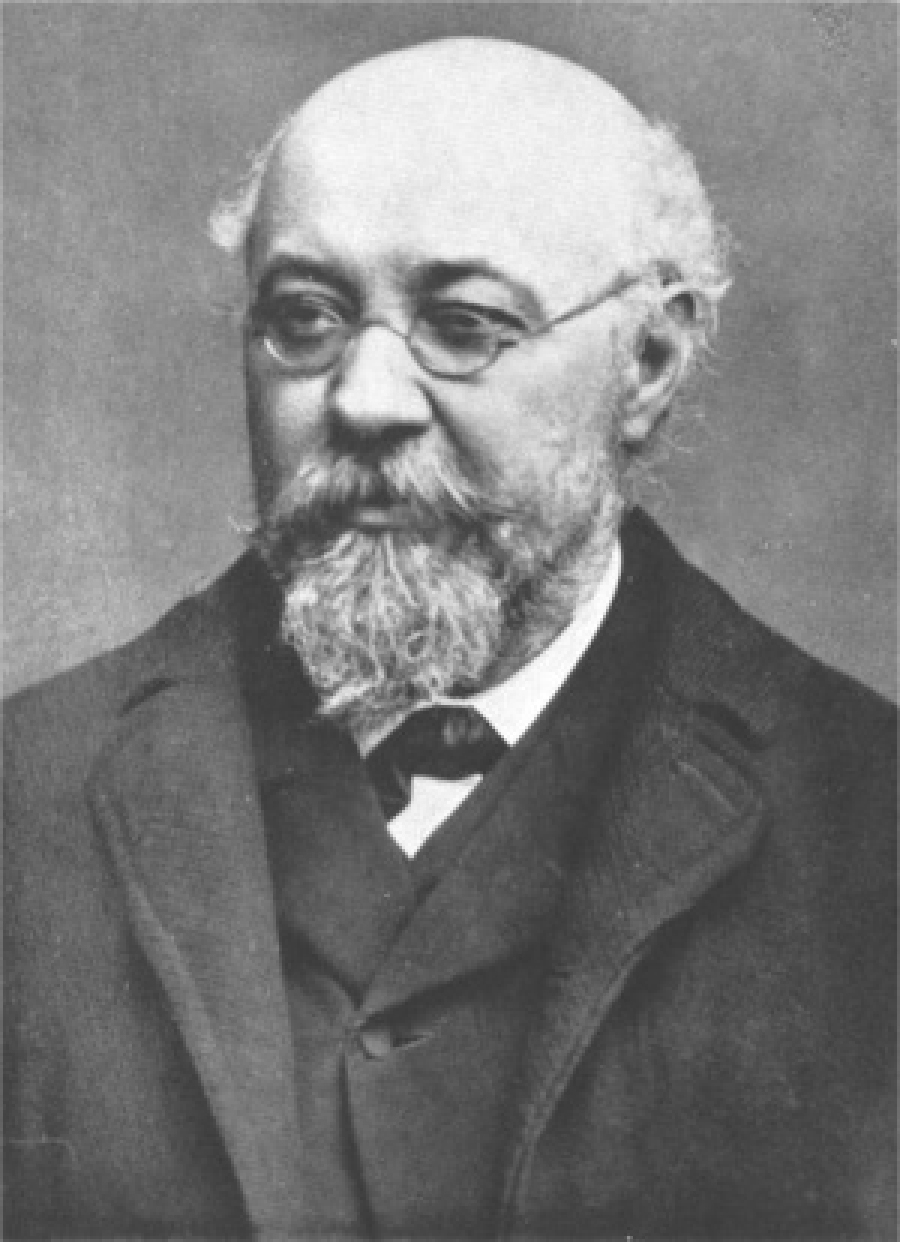
Jakub Arbes

Moderní upíři jsou román českého spisovatele Jakuba Arbese s podtitulem „povídka z pražského zátiší“. Román byl napsán roku 1878, časopisecky poprvé vydán v roce 1879, knižně roku 1882.
Román je inspirován skutečnou událostí – finančním krachem tehdejšího „krále železnic“ B. H. Strousberga. Celkově Arbes ve své tvorbě čerpá z vlastních zážitků a zkušeností. Moderní upíři řeší společenské otázky týkající se podnikatelské konkurence, snahy o největší zisk na úkor lidských hodnot a konfliktu metod moderního kapitalismu oproti poctivé práci.

## Historický kontext
Dílo patří k Arbesově románové tvorbě, která vedle jeho romanet, pro něž je známý a jež představují jeho umělecký vrchol, trochu zaniká. Nicméně i přesto tvoří jeho romány nedílnou součást jeho tvorby.
Inspiraci pro námět Moderních upírů získal Arbes ve velkém bankrotu B. H. Strousberga, o němž podal Arbes zprávu do Národních listů. I mimo námět pro tento román se o problematiku hospodářského úpadku zajímal.

## Postavy
- Kryštof Bohutínský – pražský mlynář, zhruba padesátiletý, nazývaný též „starý Bohutínský“, krachující obchodník, důležitými hodnotami jsou pro něj čest a férové jednání
- Edmund Bohutínský – syn Kryštofa, nazývaný též „mladý Bohutínský“, má svůj vlastní podnik v Plzni, původně působící jako hýřil a rozhazovač peněz, později vychytralý obchodník
- Ivan Kaftan – plzeňský sládek, zhruba padesátiletý, málomluvný, poměrně chladný, nenávidí lži a podvod, nesnáší Edmunda pro jeho hýření, miluje svoji dceru
- Julie Kaftanová – dcera Ivana, mladá upovídaná, je zamilovaná do Edmunda
- Esdavi – Edmundův přítel, vypočítavý manipulátor
- Valentin – pravá ruka Kryštofa

## Děj
Kryštof Bohutínský je pražský mlynář a jeho obchod krachuje. Aby krachu zabránil, je nucen zaplatit všechny dluhy, ale nemá na ně peníze. Jeho syn Edmund, ačkoliv sám vlastní podnik, je svým chováním považován za hýřila a rozhazovače peněz. Otec za něj splácí jeho směnky a on sám si všude možně půjčuje peníze. Přesto však otec ve svého syna věří – jeho hýření je podle něj způsobeno nerozvážností mládí. Od syna Kryštof pomoc čekat nemůže, tak pošle svou pravou ruku Valentina pro lichváře.
V Plzni se Edmund seznamuje s Julií Kaftanovou a jejím otcem, kteří se rozhodnou strávit nějaký čas v Praze. Pobývají u Bohutínských. Ivan Kaftan si váží Kryštofa, ale Edmunda pro jeho hýření nesnáší. Prozatím netuší, že jeho dcera Julie je do Edmunda zamilovaná.
Kryštof je zoufalý a tak, přesto, že se stydí, požádá o půjčku Kaftana. Ten souhlasí a chce mu peníze ihned dát. Než to ale stihne, potká se s Edmundem, který ho urazí, což způsobí, že Kaftan chce ihned odjet zpět do Plzně. Z toho je Julie nešťastná a odjet nechce. Kryštof netuší, co se stalo, takže mezitím odmítne další lichváře. Jeden z nich však ještě před svým odchodem z domu stihne uzavřít „obchod“ s Edmundem, který si od něj půjčí další peníze. Když se Kryštof dozví, že se Kaftan s dcerou chystají odjet, neví, proč tomu tak je, ale brzy pochopí, že se půjčky od Kaftana nedočká.
Později Julie spatří v zahradě Edmunda s pistolí. Vyběhne za ním. Edmund jí řekne o otcových problémech. Julie Edmunda miluje a chce mu pomoci. Přislíbí mu proto, že požadované peníze pro Edmunda sežene, aby pomohl otci splatit dluhy. Julie během noci ukradne z otcova kufříku peníze a předá je Edmundovi. Ráno Kaftan zjistí, že mu peníze chybí. Řeší tedy, že ho někdo okradl, což se vzápětí dozví Valentin, který informaci předá Kryštofovi.
Mezitím se v domě Bohutínských objevuje Esdavi, podivný přítel Edmunda. Zde se čtenář dozvídá, že Edmund není lehkomyslný hýřil, jak se všichni domnívají, ale že je tzv. „moderní upír“. Naoko utrácené peníze poctivě ukládal do vlastního podniku, zatímco tím likvidoval podnik otcův. Krachem otcova podniku sice naštve mnoho otcových obchodních přátel, nicméně posléze s pomocí kapitálu ze svého podniku bude schopný na troskách otcovy firmy zařídit podnik nový. K tomuto smýšlení ho přivedl právě Esdavi.
Během „vyšetřování“ krádeže peněz se při prohledávání Edmundova pokoje zjistí, že ukradené peníze má on. Edmund přede všemi přizná, že peníze ukradla Julie a dala mu je, a dále přizná celý svůj plán. Do toho se vloží se svým vyprávěním Esdavi, který všem řekne o počátcích kariér Kryštofa Bohutínského a Ivana Kaftana – ty jsou obtěžkány nečestným a lživým jednáním, které je pro oba z nich nyní tak důležité. Esdavi zároveň přizná, že k manipulativní cestě vypočítavého „moderního upíra“ přivedl Edmunda on. Edmund, který svému příteli věřil, je nyní zdrcen. Kaftan, který nakonec svolí k sňatku Julie a Edmunda, však posléze pozoruje, že Julie Edmunda odmítá. Dojde ke smíření všech zúčastněných a Edmund, který pochopil strasti „moderního upírství“, se vrací ke klasické poctivé práci.

## Jazyk
Dílo je psáno spisovným jazykem. Vyskytují se v něm knižní výrazy a inverzní slovosled. Celkově je pak použit jazyk typický pro 19. století.

## Kompozice
Román je psán chronologicky. Odehrává se pravděpodobně v době vzniku díla, tedy v 80. letech 19. století.
Někdy jsou Moderní upíři označováni spíše jako rozsáhlejší povídka než jako román. U románu je běžné členění do kapitol, zde jsou však pouze čarou oddělené určité úseky.

## Začlenění do autorovy tvorby
Mimo Moderních upírů patří do románové části tvorby Jakuba Arbese také díla jako Kandidáti existence, Adamité, Štrajchpudlíci, Mesiáš či Anděl míru.
Jak už bylo zmíněno, autor se z hlediska námětu inspiroval ve skutečné události. I ve svých dalších dílech promítá Arbes některé autobiografické rysy do námětů (například prostředí Prahy nebo vlastnosti hlavních postav, které jsou podobné Arbesovi). V Moderních upírech to tak typické není a rovněž zde oproti Arbesovým romanetům mají hlavní postavy celé jméno (v jeho romanetech jsou většinou postavy pojmenovávány pouze křestním jménem nebo nemají jméno vůbec).

## Umělecká zpracování
9. vydání Moderních upírů z roku 1969, vydané v nakladatelství Práce, ilustroval Adolf Born.
Román byl samotným Arbesem zdramatizován roku 1883, avšak drama nebylo přijato v Národním divadle. Později se ale s úspěchem hrálo ve Švandově divadle v Plzni, v divadle na Smíchově a také ochotníky.
Tematicky jsou si Moderní upíři podobní s Arbesovými Kandidáty existence.

## Aktuálnost
Téma konkurence v podnikání a různé nečestné manipulativní machinace lze pozorovat i v 21. století – jedná se o tzv. „šmejdy“, kteří pořádají zdánlivě důvěryhodně se tvářící prodejní akce, avšak pouze lákají své „oběti“ k nákupu nevýhodných věcí nebo zájezdů.